# حیلا
حیلا (به عربی: حیلا) یک روستا در سوریه است که در ناحیه محمبل واقع شده‌است. حیلا ۸۶۰ نفر جمعیت دارد.